# The Best FIFA Football Awards 2017
Bei den The Best FIFA Football Awards 2017 wurden am 23. Oktober 2017 in London der 27. FIFA-Weltfußballer des Jahres, die 17. FIFA-Weltfußballerin des Jahres, der 8. FIFA-Welttrainer des Jahres im Männer- und Frauenfußball gekürt und erstmals der FIFA-Welttorhüter des Jahres gekürt. Zudem wurden die FIFA FIFPro World XI, der FIFA-Fanpreis, der FIFA-Puskás-Preis und der FIFA-Fairplay-Preis vergeben. 

## FIFA-Weltfußballer des Jahres

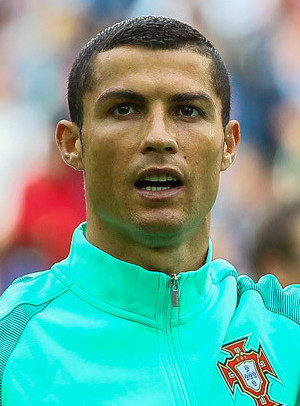
FIFA-Weltfußballer des Jahres 2017
Cristiano Ronaldo

Am 17. August 2017 veröffentlichte die FIFA eine Liste mit 24 Spielern, aus der der Weltfußballer gewählt wurde.
| Platzierung | Name                      | Nationalität | Verein                             | Stimmenanteil |
| ----------- | ------------------------- | ------------ | ---------------------------------- | ------------- |
| 1.          | Cristiano Ronaldo         | Portugal     | Real Madrid                        | 43,16 %       |
| 2.          | Lionel Messi              | Argentinien  | FC Barcelona                       | 19,25 %       |
| 3.          | Neymar                    | Brasilien    | FC Barcelona / Paris Saint-Germain | 6,97 %        |
| 4.          | Gianluigi Buffon          | Italien      | Juventus Turin                     | 6,82 %        |
| 5.          | Sergio Ramos              | Spanien      | Real Madrid                        | 3,34 %        |
| 6.          | Luka Modrić               | Kroatien     | Real Madrid                        | 3,33 %        |
| 7.          | Toni Kroos                | Deutschland  | Real Madrid                        | 2,70 %        |
| 8.          | Marcelo                   | Brasilien    | Real Madrid                        | 2,09 %        |
| 9.          | N’Golo Kanté              | Frankreich   | FC Chelsea                         | 1,35 %        |
| 10.         | Luis Suárez               | Uruguay      | FC Barcelona                       | 1,19 %        |
| 11.         | Pierre-Emerick Aubameyang | Gabun        | Borussia Dortmund                  | 1,10 %        |
| 12.         | Paulo Dybala              | Argentinien  | Juventus Turin                     | 1,07 %        |
| 13.         | Eden Hazard               | Belgien      | FC Chelsea                         | 1,03 %        |
| 14.         | Zlatan Ibrahimović        | Schweden     | Manchester United                  | 0,82 %        |
| 14.         | Andrés Iniesta            | Spanien      | FC Barcelona                       | 0,82 %        |
| 16.         | Robert Lewandowski        | Polen        | FC Bayern München                  | 0,77 %        |
| 17.         | Antoine Griezmann         | Frankreich   | Atlético Madrid                    | 0,67 %        |
| 18.         | Dani Carvajal             | Spanien      | Real Madrid                        | 0,62 %        |
| 19.         | Manuel Neuer              | Deutschland  | FC Bayern München                  | 0,58 %        |
| 20.         | Keylor Navas              | Costa Rica   | Real Madrid                        | 0,56 %        |
| 21.         | Arturo Vidal              | Chile        | FC Bayern München                  | 0,51 %        |
| 22.         | Leonardo Bonucci          | Italien      | Juventus Turin / AC Mailand        | 0,47 %        |
| 23.         | Alexis Sánchez            | Chile        | FC Arsenal                         | 0,45 %        |
| 24.         | Harry Kane                | England      | Tottenham Hotspur                  | 0,33 %        |

## FIFA-Weltfußballerin des Jahres

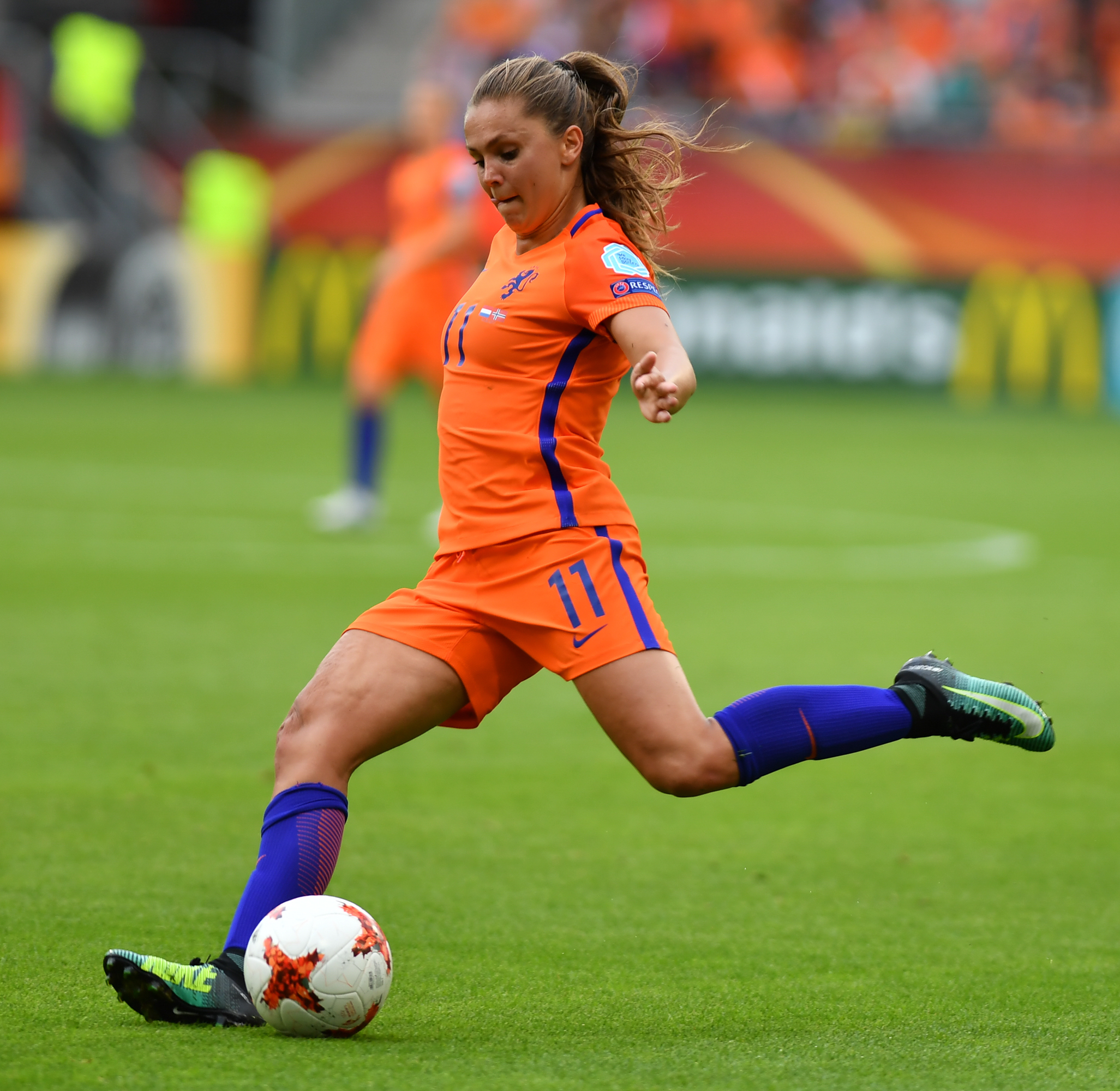
FIFA-Weltfußballerin des Jahres 2017
Lieke Martens

Gewinnerin wurde Lieke Martens.
| Platz                 | Spieler            | Nationalität       | Verein(e)                      | Stimmenanteil |
| Finalistinnen         | Finalistinnen      | Finalistinnen      | Finalistinnen                  | Finalistinnen |
| --------------------- | ------------------ | ------------------ | ------------------------------ | ------------- |
| 1.                    | Lieke Martens      | Niederlande        | FC Rosengård / FC Barcelona    | 21,72 %       |
| 2.                    | Carli Lloyd        | Vereinigte Staaten | Houston Dash / Manchester City | 16,28 %       |
| 3.                    | Deyna Castellanos  | Venezuela          | Santa Clarita Blue Heat        | 11,69 %       |
| Weitere Kandidatinnen |                    |                    |                                |               |
| 4.                    | Dzsenifer Marozsán | Deutschland        | Olympique Lyon                 | 11,47 %       |
| 5.                    | Pernille Harder    | Dänemark           | Linköpings FC / VfL Wolfsburg  | 11,06 %       |
| 6.                    | Vivianne Miedema   | Niederlande        | FC Bayern München / FC Chelsea | 6,28 %        |
| 7.                    | Wendie Renard      | Frankreich         | Olympique Lyon                 | 5,79 %        |
| 8.                    | Jodie Taylor       | England            | FC Arsenal                     | 5,79 %        |
| 9.                    | Lucy Bronze        | England            | Manchester City                | 5,04 %        |
| 10.                   | Sam Kerr           | Australien         | Perth Glory / Sky Blue FC      | 4,88 %        |

## FIFA-Welttorhüter des Jahres

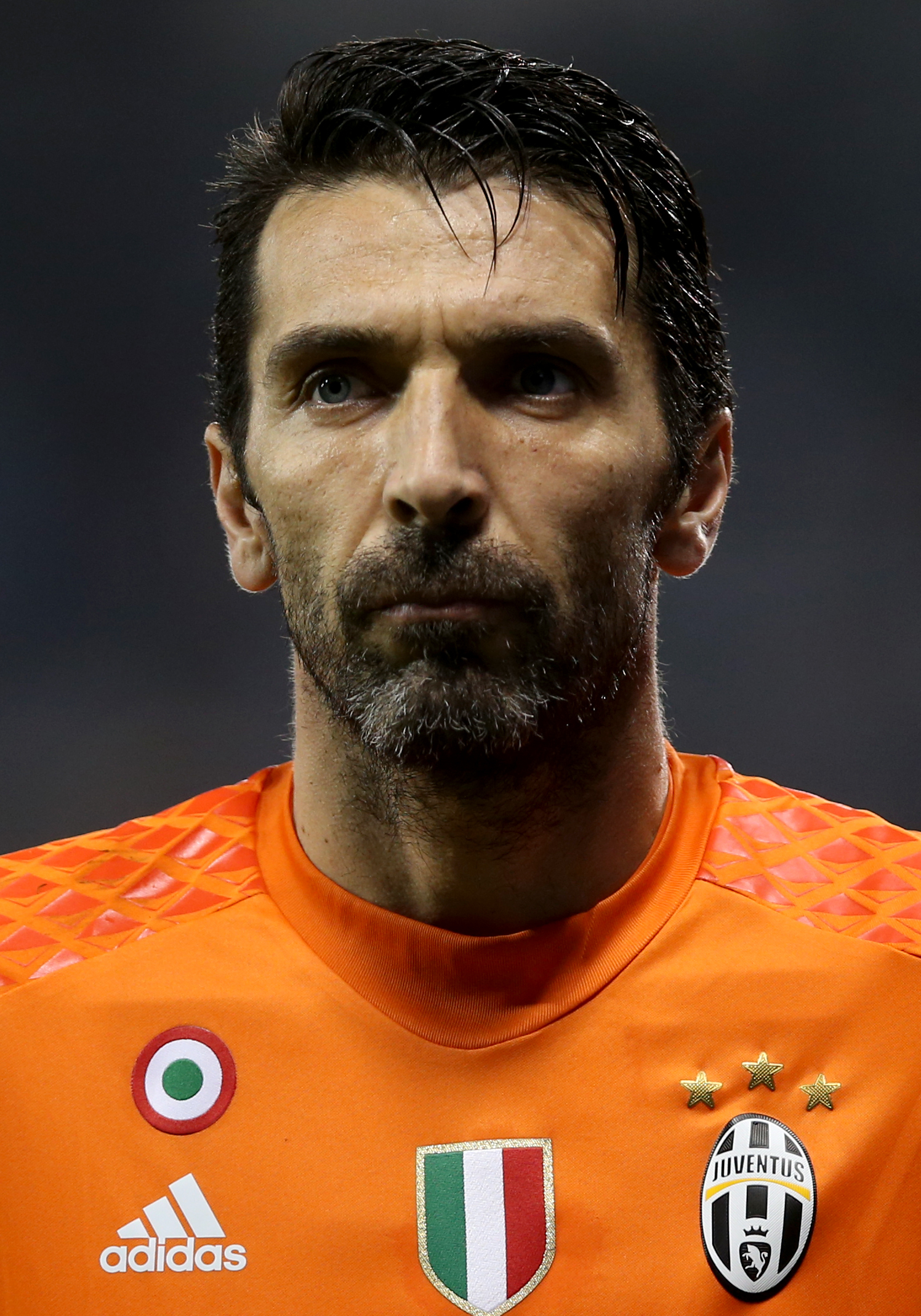
FIFA-Welttorhüter des Jahres 2017
Gianluigi Buffon

Erster Gewinner wurde Gianluigi Buffon.
| Platz              | Torhüter              | Nationalität | Verein(e)         | Stimmenanteil |
| Finalisten         | Finalisten            | Finalisten   | Finalisten        | Finalisten    |
| ------------------ | --------------------- | ------------ | ----------------- | ------------- |
| 1.                 | Gianluigi Buffon      | Italien      | Juventus Turin    | 42,42 %       |
| 2.                 | Manuel Neuer          | Deutschland  | FC Bayern München | 32,32 %       |
| 3.                 | Keylor Navas          | Costa Rica   | Real Madrid       | 10,10 %       |
| Weitere Kandidaten |                       |              |                   |               |
| 4.                 | Thibaut Courtois      | Belgien      | FC Chelsea        | 9,09 %        |
| 5.                 | Hugo Lloris           | Frankreich   | Tottenham Hotspur | 3,03 %        |
| 6.                 | Jan Oblak             | Slowenien    | Atlético Madrid   | 2,02 %        |
| 7.                 | Marc-André ter Stegen | Deutschland  | FC Barcelona      | 1,01 %        |
| 8.                 | Alisson               | Brasilien    | AS Rom            | 0,01 %        |

## FIFA-Welttrainer des Jahres (Männerfußball)

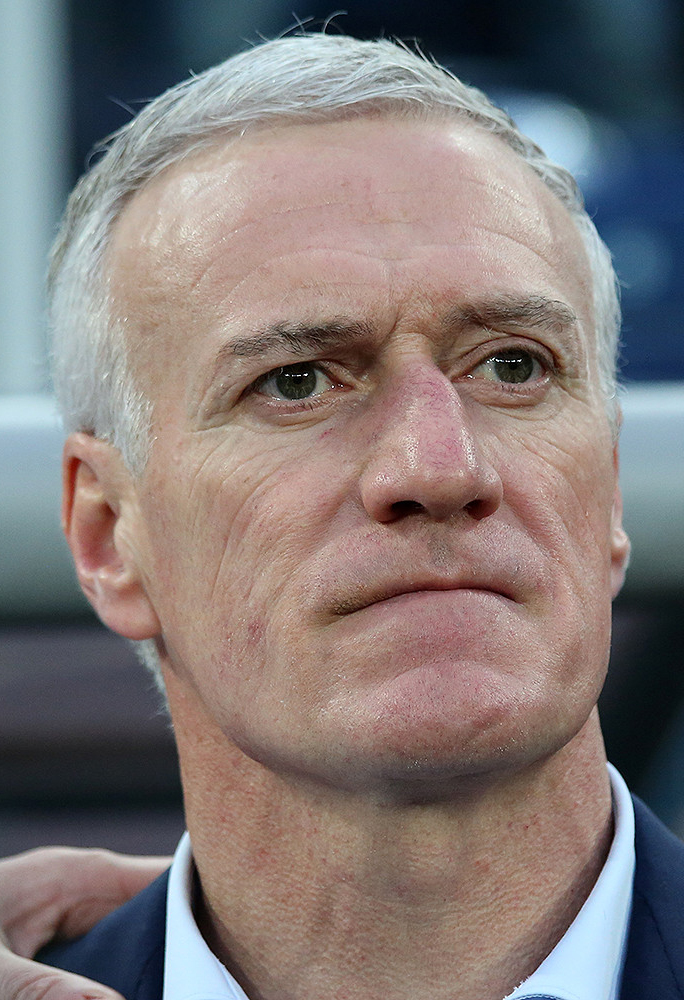
FIFA-Welttrainer des Jahres im Männerfußball 2018
Didier Deschamps

Gewinner wurde Didier Deschamps, der im selben Jahr mit der französischen Nationalmannschaft Weltmeister wurde.
| Platz              | Trainer              | Nationalität | Team              | Stimmenanteil |
| Finalisten         | Finalisten           | Finalisten   | Finalisten        | Finalisten    |
| ------------------ | -------------------- | ------------ | ----------------- | ------------- |
| 1.                 | Zinédine Zidane      | Frankreich   | Real Madrid       | 46,22 %       |
| 2.                 | Antonio Conte        | Italien      | FC Chelsea        | 11,62 %       |
| 3.                 | Massimiliano Allegri | Kroatien     | Juventus Turin    | 8,78 %        |
| Weitere Kandidaten |                      |              |                   |               |
| 4.                 | Joachim Löw          | Deutschland  | Deutschland       | 7,40 %        |
| 5.                 | José Mourinho        | Portugal     | Manchester United | 5,28 %        |
| 6.                 | Leonardo Jardim      | Portugal     | AS Monaco         | 4,84 %        |
| 7.                 | Carlo Ancelotti      | Italien      | FC Bayern München | 3,62 %        |
| 8.                 | Pep Guardiola        | Spanien      | Manchester City   | 2,88 %        |
| 9.                 | Diego Simeone        | Argentinien  | Atlético Madrid   | 2,77 %        |
| 10.                | Luis Enrique         | Spanien      | FC Barcelona      | 2,00 %        |
| 11.                | Mauricio Pochettino  | Argentinien  | Tottenham Hotspur | 1,72 %        |

## FIFA-Welttrainer des Jahres (Frauenfußball)

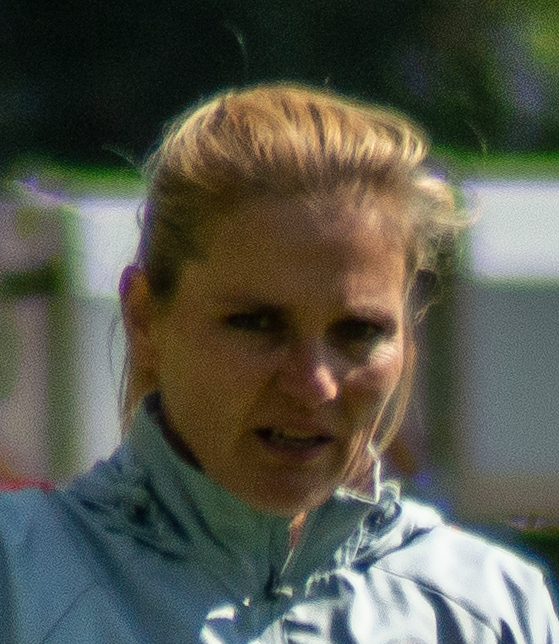
FIFA-Welttrainer des Jahres im Frauenfußball 2017
Sarina Wiegman

Gewinnerin wurde Sarina Wiegman.
| Platz              | Trainer            | Nationalität | Team                         | Stimmenanteil |
| Finalisten         | Finalisten         | Finalisten   | Finalisten                   | Finalisten    |
| ------------------ | ------------------ | ------------ | ---------------------------- | ------------- |
| 1.                 | Sarina Wiegman     | Niederlande  | Niederlande                  | 36,24 %       |
| 2.                 | Nils Nielsen       | Dänemark     | Dänemark                     | 12,64 %       |
| 3.                 | Gérard Prêcheur    | Frankreich   | Olympique Lyon               | 9,37 %        |
| Weitere Kandidaten |                    |              |                              |               |
| 4.                 | Emma Hayes         | England      | FC Chelsea                   | 8,63 %        |
| 5.                 | Ralf Kellermann    | Deutschland  | VfL Wolfsburg                | 6,94 %        |
| 6.                 | Florence Omagbemi  | Nigeria      | Nigeria                      | 6,77 %        |
| 7.                 | Olivier Echouafni  | Frankreich   | Frankreich                   | 5,21 %        |
| 8.                 | Dominik Thalhammer | Österreich   | Österreich                   | 5,20 %        |
| 9.                 | Xavi Llorens       | Spanien      | FC Barcelona                 | 4,74 %        |
| 10.                | Hwang Yong-Bong    | Nordkorea    | Nordkorea / Nordkorea (U-20) | 4,26 %        |

## Weitere Auszeichnungen
- FIFA FIFPro World XI: Siehe FIFA FIFPro World XI#2017
- FIFA-Fanpreis: Fans von  Celtic Glasgow (siehe FIFA-Fanpreis#2017)
- FIFA-Puskás-Preis:  Olivier Giroud (siehe FIFA-Puskás-Preis#2017)
- FIFA-Fairplay-Preis:  Francis Koné (siehe FIFA-Fairplay-Preis#Preisträger)